# Кравець з Панами
«Кравець з Панами» — драматичний трилер спільного виробництва США та Ірландії. Світова прем'єра стрічки відбулась на Берлінському міжнародному кінофестивалі в 2001 році.

## Сюжет
Співробітника М16 Ендрю Оснарда відправляють на службу в Панаму. Корупція в країні — гарний шанс повернутися на колишнє місце. Оснард знайомиться з елітним кравцем Гарольдом Пенделем, який шиє навіть для президента, але перебуває в боргах і потребує грошей. Він пропонує йому угоду, за якою Пендел має надавати інформацію про посадовців. Та згодом виявляється, що не тільки Оснард працює у власних інтересах.

## У ролях
| Актор            | Роль                 |
| ---------------- | -------------------- |
| Пірс Броснан     | Ендрю Оснард         |
| Джеффрі Раш      | Гарольд Пендел       |
| Джеймі Лі Кертіс | Луїза Пендел         |
| Брендан Глісон   | Мікеланжело Абраксас |
| Кетрін Маккормак | Франческа Дін        |
| Леонор Варела    | Марта                |
| Гарольд Пінтер   | дядько Бенні         |
| Денієл Редкліфф  | Марк Пендел          |
| Мартін Ферреро   | Тедді                |
| Лола Бурмен      | Сара Пендел          |
| Дівід Гаймен     | Лаксмор              |
| Марк Марголіс    | Рафі Домінго         |
| Джон Форчен      | Малтбі               |
| Джон Політо      | Рамон Радд           |
| Ділан Бейкер     | генерал              |
| Джонатан Хайд    | Кавендіш             |

## Створення фільму

### Виробництво
Зйомки фільму проходили в Панамі та Ірландії.

### Знімальна група
- Кінорежисер — Джон Бурмен
- Сценаристи — Джон Ле Карре, Ендрю Девіс, Джон Бурмен
- Кінопродюсер — Джон Бурмен
- Композитор — Шон Дейві
- Кінооператор — Філіпп Руссело
- Кіномонтаж — Рон Девіс
- Художник-постановник — Дерек Воллес
- Артдиректор — Айрін О'Браєн, Люсінда Томсон
- Художник-декоратор — Лора Боу
- Художник по костюмах — Мейв Патерсон[2].

## Сприйняття

### Критика
Фільм отримав змішані відгуки. На сайті Rotten Tomatoes оцінка стрічки становить 77 % від кінокритиків із середньою оцінкою 6,8/10 (116 голосів) і 46 % на основі 12 488 відгуків від глядачів (середня оцінка 3/5). Фільму зарахований «стиглий помідор» і «розсипаний попкорн» від глядачів, Internet Movie Database — 6,1/10 (25 178 голосів), Metacritic — 66/100 (31 відгук від критиків) і 5,6/10 (28 відгуки від глядачів).

### Номінації та нагороди
| Нагороди та номінації фільму «Кравець з Панами» | Нагороди та номінації фільму «Кравець з Панами» | Нагороди та номінації фільму «Кравець з Панами» | Нагороди та номінації фільму «Кравець з Панами» | Нагороди та номінації фільму «Кравець з Панами» | Нагороди та номінації фільму «Кравець з Панами» |
| Рік                                             | Кінофестиваль/кінопремія                        | Категорія/нагорода                              | Номінант                                        | Результат                                       |                                                 |
| ----------------------------------------------- | ----------------------------------------------- | ----------------------------------------------- | ----------------------------------------------- | ----------------------------------------------- | ----------------------------------------------- |
| 2001                                            | Берлінський міжнародний кінофестиваль           | «Золотий ведмідь»                               | Джон Бурмен                                     | Номінація                                       |                                                 |
| 2001                                            | «GoldSpirit»                                    | Революційний композитор року                    | Шон Дейві                                       | Перемога                                        |                                                 |